# Satoko
Satoko ist ein weiblicher japanischer Vorname. 

## Bekannte Namensträgerinnen
- Satoko Fujii (* 1958), japanische Avantgarde-Jazz-Pianistin und -Komponistin
- Satoko Inoue (* 1958), japanische Pianistin
- Satoko Ishimine (* 1975), japanische Singer-Songwriterin
- Satoko Kizaki (* 1939), japanische Schriftstellerin
- Satoko Miyahara (* 1998), japanische Eiskunstläuferin
- Satoko Suetsuna (* 1981), japanische Badmintonspielerin